# كارول كوستا
كارول كوستا (بالبرتغالية: Carole Costa‏) (3 مايو 1990 ببراغا في البرتغال - ) هي لاعبة كرة قدم برتغالية في مركز الدفاع. شاركت مع منتخب البرتغال لكرة القدم للسيدات. أما مع النوادي، فقد لعبت مع نادي ليتشويس وSGS Essen ‏ وMSV Duisburg (women) ‏ ودويسبورغ للسيدات وBV Cloppenburg (women) ‏.

## وصلات خارجية
- كارول كوستا على موقع الاتحاد الأوربي (الإنجليزية)
- كارول كوستا على موقع قاعدة بيانات كرة القدم.إي يو (الإنجليزية)
- كارول كوستا على موقع بيانات كرة القدم. دي إي (الألمانية)
- كارول كوستا على موقع Soccerway.com (الإنجليزية)
- كارول كوستا على موقع عالم كرة القدم.نت (الإنجليزية)